# Río Chuscha
Le río Chuscha est un cours d'eau du nord-ouest de l'Argentine. C'est un affluent du río Santa María en rive gauche, lui-même affluent du río Juramento. C'est donc un sous-affluent du rio Paraná par le río Santa María, le río Juramento, et enfin par le río Salado del Norte.
Sa vallée est, avec celles du río Calchaquí et du río Santa María, l'une des Vallées Calchaquies les plus visitées.

## Géographie
Le río Chuscha nait sur les versants nord-est de la Sierra de Quilmes, dans la province de Salta, et coule globalement de l'ouest-sud-ouest vers l'est-nord-est. 
Peu après avoir baigné la ville de Cafayate, il conflue en rive gauche avec le río Santa María, ceci juste avant le confluent de ce dernier avec le río Calchaquí.
La superficie de son bassin versant est de plus ou moins 55 km2.
Le río Chuscha, venu du rebord nord-est de la sierra de Quilmes, assez bien exposé aux masses d'air humide venues de l'est constitue l'un des plus abondants affluents du río Santa María.

## Hydrologie
Le río Chuscha a un régime permanent de type glaciaire, avec un débit maximal pendant les mois d'été. 

### Hydrométrie - les débits mensuels à Cafayate
Les débits de la rivière ont été observés sur une période de 10 ans (1941-1951) à la station hydrométrique de Cafayate située dans la province de Salta, à une dizaine de kilomètres de son confluent avec le río Santa María, et ce pour une superficie prise en compte de 50 km2, soit plus de 90 % du bassin versant total. 
À Cafayate, le débit annuel moyen ou module observé sur cette période était de 0,50 m3/s.
La lame d'eau écoulée dans le bassin versant de la rivière atteint ainsi le chiffre de 
314 millimètres par an, ce qui est très consistant dans cette région généralement fort déséchée.